# Xereu
Xereu (Sherewyana, Xerew, Xerewyana), pleme američkih Indijanaca danas naseljeno s Wai-Waima i još nekoliko plemena na aldeji Mapuera u općini Oriximiná, Brazil, gdje ih je 1981. bilo 89. Druga manja skupina od 11 pripadnika ovog plemena živjela je na aldeji Cassauá s još desetak nadvladanih plemena među Hixkaryána Indijancima. Jezično su pripadali porodici Cariban i govorili dijalektom jezika Hixkaryána.

## Vanjske poveznice
- Hixkaryána